# Придворица (Лајковац)
Придворица је насеље у Србији у општини Лајковац у Колубарском округу. Према попису из 2022. било је 159 становника.

## Историја
Најраније белешке о месту датирају се у 16. век.
Први помен села је забележен у турском попису (тефтеру) за хиџретску 934. годину, тј. 1527/1528. годину по садашњем рачунању времена.
Транскрибован на модерни турски, са османске арабице, унос са 242. странице тефтера TD 144 је гласио овако:
Pridvoriçe karye, Valyeva nahiye - Село Придворица, Нахија Ваљево

## Демографија
У насељу Придворица живи 192 пунолетна становника, а просечна старост становништва износи 44,5 година (43,1 код мушкараца и 46,0 код жена). У насељу има 79 домаћинстава, а просечан број чланова по домаћинству је 2,87.
Ово насеље је великим делом насељено Србима (према попису из 2002. године), а у последња три пописа, примећен је пад у броју становника.
|  |

| Демографија | Демографија | Демографија |
| Година      | Становника  | Становника  |
| ----------- | ----------- | ----------- |
| 1948.       | 443         |             |
| 1953.       | 437         |             |
| 1961.       | 412         |             |
| 1971.       | 360         |             |
| 1981.       | 313         |             |
| 1991.       | 277         | 265         |
| 2002.       | 227         | 245         |

| Етнички састав према попису из 2002.‍ | Етнички састав према попису из 2002.‍ | Етнички састав према попису из 2002.‍ | Етнички састав према попису из 2002.‍ | Етнички састав према попису из 2002.‍ |
| ------------------------------------ | ------------------------------------ | ------------------------------------ | ------------------------------------ | ------------------------------------ |
|                                      |                                      |                                      |                                      |                                      |
| Срби                                 | Срби                                 |                                      | 226                                  | 99,55%                               |
| непознато                            | непознато                            |                                      | 0                                    | 0,0%                                 |

| Година пописа     | 1948. | 1953. | 1961. | 1971. | 1981. | 1991. | 2002. |
| ----------------- | ----- | ----- | ----- | ----- | ----- | ----- | ----- |
| Број домаћинстава | 78    | 76    | 90    | 94    | 85    | 81    | 79    |

| Број чланова      | 1  | 2  | 3  | 4  | 5 | 6 | 7 | 8 | 9 | 10 и више | Просек |
| ----------------- | -- | -- | -- | -- | - | - | - | - | - | --------- | ------ |
| Број домаћинстава | 18 | 19 | 16 | 18 | 1 | 4 | 2 | 1 | 0 | 0         | 2,87   |

| Пол    | Укупно | Неожењен/Неудата | Ожењен/Удата | Удовац/Удовица | Разведен/Разведена | Непознато |
| ------ | ------ | ---------------- | ------------ | -------------- | ------------------ | --------- |
| Мушки  | 106    | 35               | 62           | 5              | 4                  | 0         |
| Женски | 93     | 11               | 59           | 23             | 0                  | 0         |
| УКУПНО | 199    | 46               | 121          | 28             | 4                  | 0         |

| Пол    | Укупно                    | Пољопривреда, лов и шумарство | Рибарство                            | Вађење руде и камена | Прерађивачка индустрија       |
| ------ | ------------------------- | ----------------------------- | ------------------------------------ | -------------------- | ----------------------------- |
| Мушки  | 62                        | 15                            | 0                                    | 16                   | 6                             |
| Женски | 25                        | 11                            | 0                                    | 0                    | 4                             |
| УКУПНО | 87                        | 26                            | 0                                    | 16                   | 10                            |
| Пол    | Производња и снабдевање   | Грађевинарство                | Трговина                             | Хотели и ресторани   | Саобраћај, складиштење и везе |
| Мушки  | 0                         | 7                             | 1                                    | 0                    | 12                            |
| Женски | 0                         | 1                             | 1                                    | 0                    | 1                             |
| УКУПНО | 0                         | 8                             | 2                                    | 0                    | 13                            |
| Пол    | Финансијско посредовање   | Некретнине                    | Државна управа и одбрана             | Образовање           | Здравствени и социјални рад   |
| Мушки  | 0                         | 1                             | 2                                    | 2                    | 0                             |
| Женски | 0                         | 0                             | 2                                    | 3                    | 2                             |
| УКУПНО | 0                         | 1                             | 4                                    | 5                    | 2                             |
| Пол    | Остале услужне активности | Приватна домаћинства          | Екстериторијалне организације и тела | Непознато            | Непознато                     |
| Мушки  | 0                         | 0                             | 0                                    | 0                    | 0                             |
| Женски | 0                         | 0                             | 0                                    | 0                    | 0                             |
| УКУПНО | 0                         | 0                             | 0                                    | 0                    | 0                             |